# The World Is Outside (singolo Ghosts)
The World Is Outside è un singolo del gruppo musicale britannico Ghosts, pubblicato il 4 giugno 2007 come secondo estratto dall'album omonimo.

## Successo commerciale
Il singolo ottenne successo su scala europea.